# Salsola praecox
Salsola praecox är en amarantväxtart som först beskrevs av Dmitrij Litvinov, och fick sitt nu gällande namn av Modest Mikhaĭlovich Iljin. Salsola praecox ingår i släktet sodaörter, och familjen amarantväxter. Inga underarter finns listade i Catalogue of Life.